# 恰克·伊博尧
恰克·伊博尧（匈牙利語：Csák Ibolya，1915年1月6日—2006年2月9日），匈牙利女子田径运动员，主攻跳高和跳远。她曾代表匈牙利参加1936年夏季奥林匹克运动会田径比赛，获得一枚金牌。